# Chiesa prepositurale di San Vittore
La chiesa prepositurale di San Vittore è il principale edificio religioso di Porlezza, in provincia di Como e arcidiocesi di Milano; fa parte del decanato di Porlezza.

## Storia
Di origine medievale, la chiesa prepositurale e plebana di San Vittore è attestata in tutte le visite pastorali effettuate dagli arcivescovi e dai delegati arcivescovili della Diocesi di Milano tra il XVI e il XVIII secolo nella pieve di Porlezza.. 
Eretta probabilmente attorno alla metà del VI secolo come primo nucleo cristiano della zona, dal XII secolo in poi la chiesa fu ampliata più volte nel corso del tempo. 
Della chiesa del XII secolo sopravvive parte di una parete nord, che attualmente delimita un corridoio.
Fino almeno alla seconda metà del XVI secolo, nei pressi della chiesa si trovava un edificio battesimale a pianta quadrata, dotato di un'abside e di una vasca battesimale di forma circolare. Il vecchio battistero sarebbe poi stato rimpiazzato da un successivo fonte battesimale, situato nella prima cappella a sinistra subito dopo l'ingresso della chiesa - in linea con le raccomandazioni dell'arcivescovo Carlo Borromeo, che nel luglio 1582 aveva peraltro consacrato l'altare maggiore della prepositurale. In conformità con la destinazione d'uso di tale cappella, la stessa era dedicata a San Giovanni Battista. Allo stesso Borromeo si deve la decisione - sempre nell'estate 1582 - di sopprimere il Capitolo della prepositurale porlezzese.
Nel 1634 la chiesa venne ricostruita, mantenendo solamente l'abside, l'area del battistero e una cappella dedicata alla Madonna (ricavata in un locale disposto sul lato nord della precedente struttura). I lavori iniziarono col rifacimento del coro; al termine di quest'ultimo si procedette a demolire la navata, ricostruita tra il 1650 e il 1670.
Su decreto di Federico Visconti, nel 1682 venne realizzato un nuovo battistero, che venne collocato in una struttura realizzata ad hoc all'esterno della chiesa.
La nuova chiesa venne consacrata nel 1690. 
La facciata della chiesa fu rifatta in stile neoclassico nel 1840, secondo un progetto di Pietro Gilardoni datato 1837.
Annesso alla chiesa si trova l'oratorio di San Giovanni Battista, già esistente nel XIV secolo, al cui interno si trovano affreschi di epoche diverse (dal Trecento agli inizi del XVI secolo).
Nel 1844 si procedette alla demolizione dell'allora battistero, che venne ricostruito a fianco dell'oratorio di San Giovanni Battista.

## Interno

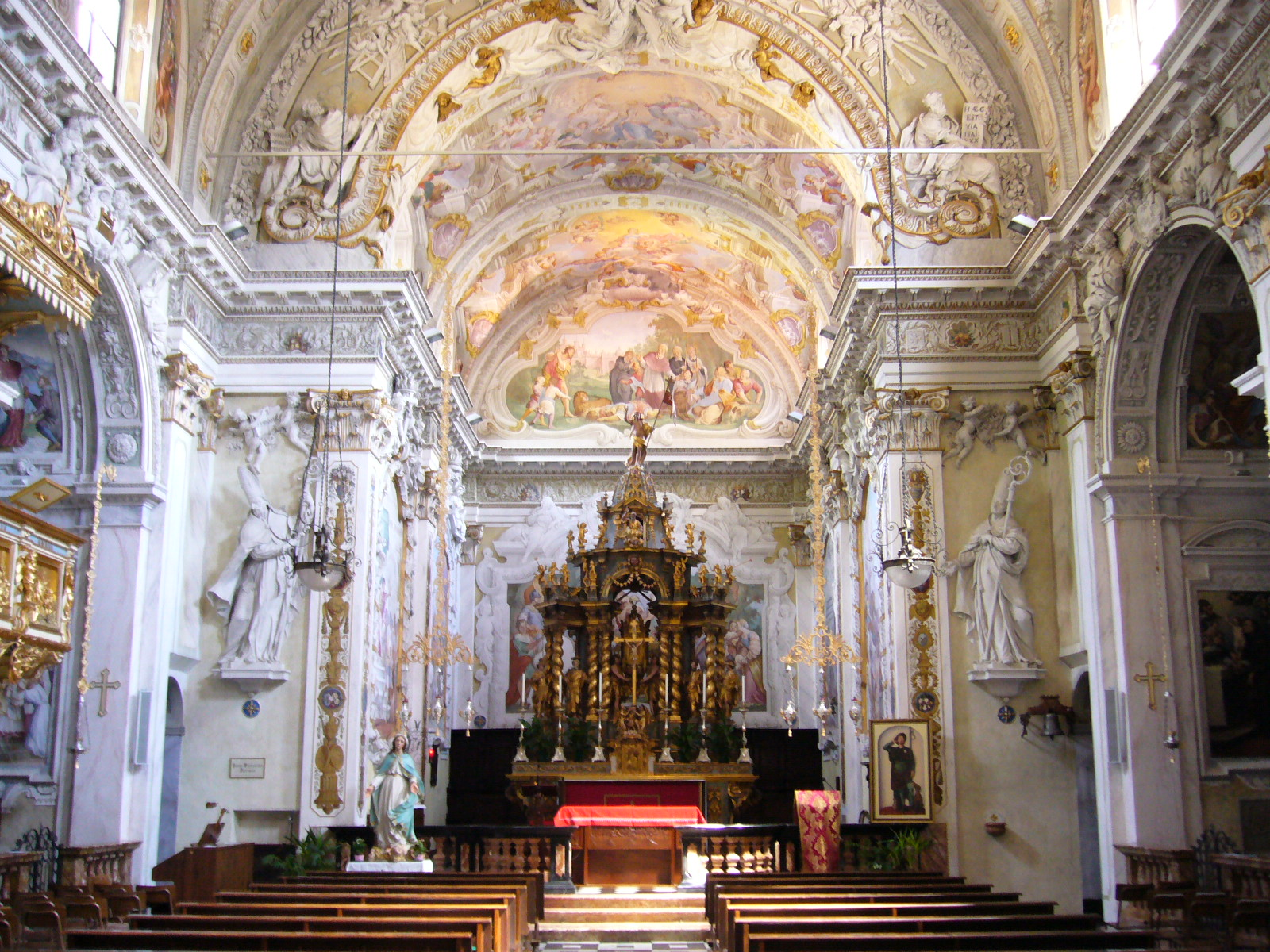
L'interno

All'interno della chiesa, il presbiterio presenta affreschi (che alcuni attribuiscono a Giulio Quaglio di Laino ma sono in reltà opera del valsoldese Giovanni Battista Pozzi e della scuola di quest'ultimo) con Episodi della vita del Santo (1692), un altare barocco scolpito nel 1684 da Giuseppe Gaffuri e riconsacrato nel 1751 da Giuseppe Pozzobonelli, stucchi del Settecento di Giovanni Maria Muttoni, arredi, dipinti e altre sculture lignee (tra cui gli stalli del coro, realizzati nel 1685 dallo stesso Gaffuri).
Sulla volta del coro campeggia un affresco raffigurante l'Incoronazione dell'Immacolata Concezione. Nello stesso spazio, le pareti laterali ospitano - tra l'altro - alcune pitture raffiguranti i santi Cosma e Damiano, già titolari di una cappella situata lungo il lato sud della precedente chiesa.
Nella cappella di san Carlo, che pure conserva una serie di stucchi e affreschi del XVII secolo, trova posto un tabernacolo Cinquecentesco in pietra scolpita. Gli affreschi di questa cappella raffigurano alcuni eventi avvenuti durante la permanenza di Carlo Borromeo a Porlezza. A tema mariano sono invece dedicati gli affreschi dell'adiacente cappella, dedicata alla Madonna del Rosario, che conserva un altare marmoreo proveniente da Villa Bolza di Loveno. L'installazione di questo altare richiese lo spostamento del preesistente altare in legno (con relative statue, raffiguranti Santa Caterina da Siena e San Domenico), che venne traslato nella cappella dei Santi Natalia e Adriano, dove si conserva una pala raffigurante il martirio di quest'ultimo santo. Tra la cappella di San Carlo e quella della Madonna del Rosario si trova un pulpito intagliato del 1872, opera del luganese Angelini.
Nella chiesa trovano posto altre tre cappelle, dedicate - rispettivamente - al Crocifisso, a San Maurizio e a San Pietro.
Settecenteschi sono i paliotti in scagliola, tipiche espressioni d'arte dei maestri intelvesi, opere coeve ad altri arredi conservati all'interno della chiesa.

## Campane

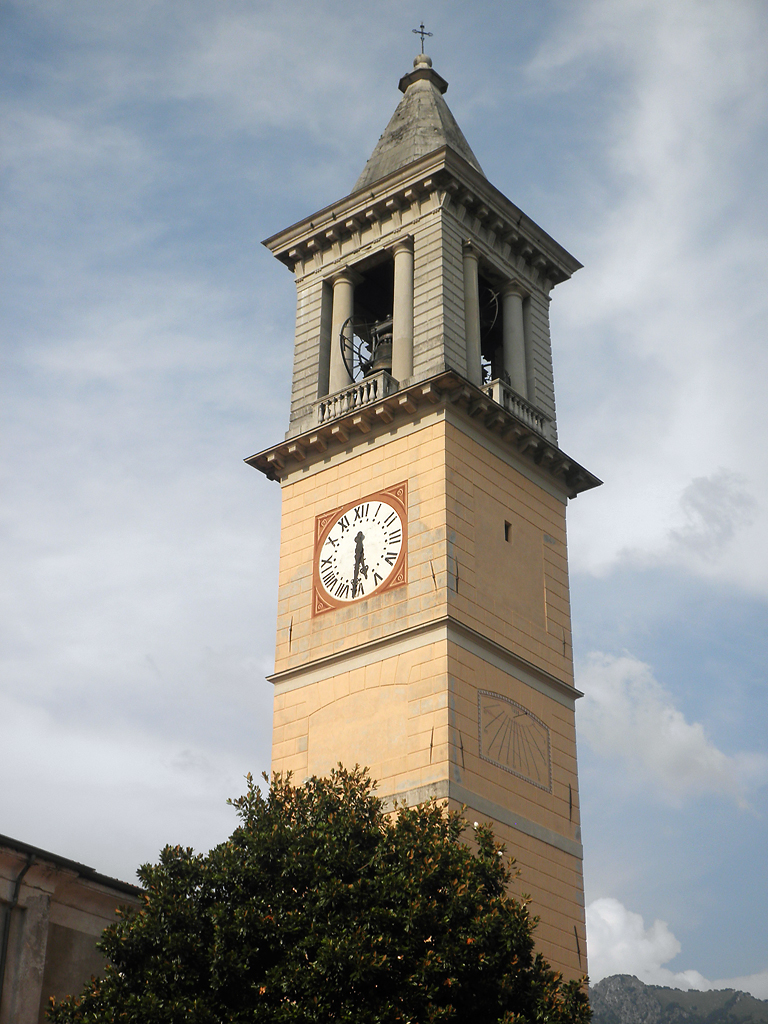
Il campanile

Il campanile, costruito nel 1609 e sopralzato con l'aggiunta dell'attuale cella campanaria nel 1840, possiede un concerto di cinque campane in tonalità di Si2 fuse nel 1938 dalla Fonderia Carlo Ottolina di Seregno. Tale concerto sostituì un precedente gruppo di campane, realizzate dall'azienda Bizzozzero di Varese e installate nel 1842.